# Ilybiosoma regulare
Ilybiosoma regulare är en skalbaggsart som först beskrevs av Leconte 1852.  Ilybiosoma regulare ingår i släktet Ilybiosoma och familjen dykare. Inga underarter finns listade i Catalogue of Life.